# Khadga Prasad Oli
Khadga Prasad Sharma Oli (nepalès: खड्ग प्रसाद शर्मा ओली) (districte de Tehrathum, 22 de febrer de 1952) és un polític nepalès que ostenta el càrrec de Primer Ministre del Nepal des de l'11 d'octubre de 2015. Fou el primer ministre escollit després de l'adopció de la nova constitució de Nepal.